# ولادیمیر سوخارف
ولادیمیر سوخارف (روسی: Владимир Сухарев؛ ۱۰ ژوئیهٔ ۱۹۲۴ – ۳۰ آوریل ۱۹۹۷) دونده، و ورزشکار دو و میدانی اهل اتحاد جماهیر شوروی سوسیالیستی بود.
وی همچنین برندهٔ جوایزی همچون نشان پرچم سرخ کار شده‌است.